# Kornkammer

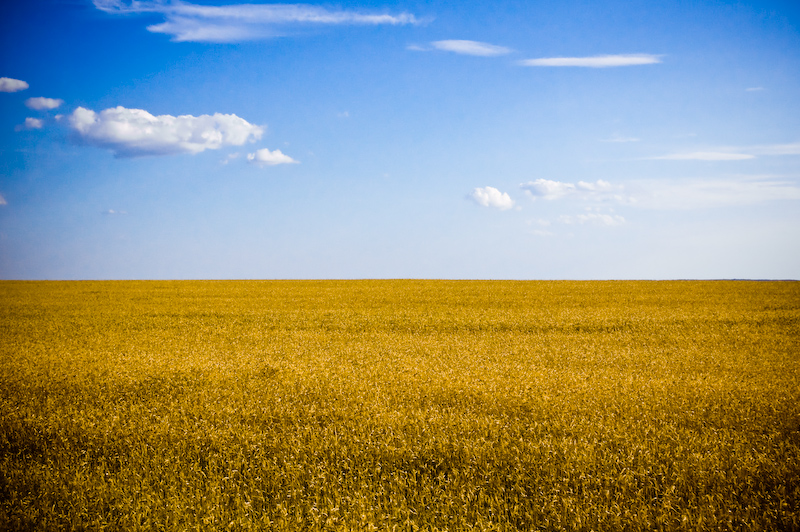
Kornfelder in der Ukraine

Kornkammer ist die Metapher für eine landwirtschaftlich fruchtbare Region, die weit über dem Eigenbedarf produziert und mit diesem Überschuss den Großteil des Getreidebedarfs eines anderen Gebiets deckt. Im weiteren Sinne kann die Bezeichnung auch auf Gebiete mit der Produktion anderer Grundnahrungsmittel, wie zum Beispiel Reis, oder allgemein landwirtschaftlich reiche Regionen ausgedehnt werden.

## Beispiele
In der Antike galt das Alte Ägypten als die Kornkammer des Römischen Reiches. Die ägyptische Getreideflotte lieferte rund ein Drittel des allein in Rom benötigten Getreides. Das erforderte eine Kontrolle der Provinz durch zuverlässige Verwalter. In der Spätantike wurde Konstantinopel mit dem Getreide Ägyptens versorgt, während die Stadt Rom die lebenswichtigen Lieferungen nun vor allem aus ihrer Provinz Africa bezog. Africa blieb die Kornkammer des Weströmischen Reiches, bis die Provinz um 430 an die Vandalen verlorenging.
Ostpreußen, Westpreußen, die Provinz Posen, Schlesien, Pommern rechts der Oder und der Regierungsbezirk Frankfurt bildeten den großen einheitlichen Wirtschaftskomplex, den man als ostdeutsche Kornkammer bezeichnete. Hier war das gewaltige Getreide- und Kartoffelüberschusszentrum des Reiches. Diese Gebiete lieferten auch den ganz überwiegenden Anteil an tierischen Erzeugnissen. In Ostpreußen hatten der Kreis Fischhausen und der Landkreis Königsberg i. Pr. erheblichen Anteil am jährlichen Ernteüberschuss, der – trotz ungünstiger klimatischer und wirtschaftlicher Verhältnisse – wesentlich zur Ernährung der Bevölkerung des Deutschen Reiches beitrug.
Die Ukraine wurde aufgrund ihrer fruchtbaren Schwarzerde als Kornkammer des Russischen Kaiserreiches und später der Sowjetunion bezeichnet, was sie zu einem Ziel von Adolf Hitlers Politik des Lebensraums im Osten machte. Der gelbe Streifen in der Flagge der Ukraine steht für die Kornfelder als Symbol des Landes.
Im Zusammenhang mit dem wirtschaftlichen Zusammenbruch Simbabwes wird häufig darauf verwiesen, dass Südrhodesien vor der Machtübernahme von Robert Mugabe die Kornkammer des südlichen Afrikas gewesen sei.